# Gabriela Cortés
Gabriela Cortés Palumbo es una actriz nacida en La Victoria el 12 de noviembre de 1994 recordada por su participación en la serie de Nickelodeon, Isa TK+. Actualmente interpreta a Susana Munera en Los Posados.

## Filmografía
- Vivir como...hombre! (2004) - Melisa
- Lalanda (2005-2006) - Paulina Luyo
- Hacer, amar y respetar (2006) - Isabel Irgoza
- Pastelita (2007) - Olivia
- Novito y Novita (2008) - Carmela "Carmelita/Carmucha" Torres
- Isa TK+ (2009) - Jessica Chen
- Zafiro (2011) - Ilary Uscaria

- Datos: Q16300452